# Lúčka (Svidník)
Lúčka é um município da Eslováquia, situado no distrito de Svidník, na região de Prešov. Tem 3,55 km² de área e sua população em 2018 foi estimada em 520 habitantes.

## Demografia
| Ano:        | 1994 | 2004    | 2014   | 2024   |
| ----------- | ---- | ------- | ------ | ------ |
| Broj ljudi: | 477  | 531     | 519    | 507    |
| Razlika:    |      | +11,32% | -2,25% | -2,31% |

| Ano:               | 2023 | 2024   |
| ------------------ | ---- | ------ |
| Número de pessoas: | 514  | 507    |
| Diferença:         |      | -1,36% |